# Hamish Bond
Hamish Bond (ur. 13 lutego 1986 w Dunedin) – nowozelandzki wioślarz, mistrz olimpijski, siedmiokrotny mistrz świata, reprezentant Nowej Zelandii w wioślarskiej czwórce bez sternika podczas Letnich Igrzysk Olimpijskich w Pekinie, dwójce bez sternika podczas Letnich Igrzysk Olimpijskich w Londynie oraz podczas Letnich Igrzysk Olimpijskich w Rio de Janeiro.
Złoty medalista w dwójce bez sternika (partnerował mu Eric Murray) podczas igrzysk olimpijskich w 2012 roku w Londynie oraz igrzysk olimpijskich w 2016 roku w Rio de Janeiro.

## Osiągnięcia
| Rok  | Impreza                     | Miejsce             | Konkurencja          | Lokata      |
| ---- | --------------------------- | ------------------- | -------------------- | ----------- |
| 2003 | Mistrzostwa świata juniorów | Ateny               | ósemka               | 6. miejsce  |
| 2004 | Mistrzostwa świata juniorów | Banyoles            | ósemka               | 8. miejsce  |
| 2005 | Mistrzostwa świata U-23     | Amsterdam           | czwórka bez sternika | 11. miejsce |
| 2006 | Mistrzostwa świata          | Eton                | czwórka bez sternika | 9. miejsce  |
| 2007 | Mistrzostwa świata          | Monachium           | czwórka bez sternika | 1. miejsce  |
| 2008 | Igrzyska olimpijskie        | Pekin               | czwórka bez sternika | 7. miejsce  |
| 2009 | Mistrzostwa świata          | Poznań              | dwójka bez sternika  | 1. miejsce  |
| 2010 | Mistrzostwa świata          | Hamilton            | dwójka bez sternika  | 1. miejsce  |
| 2011 | Mistrzostwa świata          | Bled                | dwójka bez sternika  | 1. miejsce  |
| 2012 | Igrzyska olimpijskie        | Londyn              | dwójka bez sternika  | 1. miejsce  |
| 2013 | Mistrzostwa świata          | Chungju             | dwójka bez sternika  | 1. miejsce  |
| 2014 | Mistrzostwa świata          | Amsterdam           | dwójka bez sternika  | 1. miejsce  |
| 2014 | Mistrzostwa świata          | Amsterdam           | dwójka ze sternikiem | 1. miejsce  |
| 2015 | Mistrzostwa świata          | Aiguebelette-le-Lac | dwójka bez sternika  | 1. miejsce  |